# Manuela Stellmach
Manuela Stellmach (Berlín, Alemania, 22 de noviembre de 1970) es una nadadora alemana retirada especializada en pruebas de estilo libre, ganadora de tres medallas —una de ellas de oro— entre las Olimpiadas de Seúl 1988 (representando a la República Democrática Alemana) y Barcelona 1992 (representando a Alemania).

## Carrera deportiva
En las Olimpiadas de Seúl 1988 ganó la medalla de oro en los relevos de 4 x 100 metros libre y la de bronce en los 200 metros libre.
Cuatro años después, en los Juegos Olímpicos de Barcelona 1992 ganó la medalla de bronce en los 4 x 100 metros libre, con un tiempo de 3:41.60 segundos, tras Estados Unidos y China (plata).

## Palmarés internacional
| Juegos Olímpicos               | Juegos Olímpicos        | Juegos Olímpicos  | Juegos Olímpicos  |
| Año                            | Lugar                   | Medalla           | Prueba            |
| ------------------------------ | ----------------------- | ----------------- | ----------------- |
| 1988                           | Seúl (Corea del Sur)    | Medalla de bronce | 200 m libre       |
| 1988                           | Seúl (Corea del Sur)    | Medalla de oro    | 4 × 100 m libres  |
| 1988                           | Seúl (Corea del Sur)    | Medalla de oro    | 4 × 100 m estilos |
| 1992                           | Barcelona (España)      | Medalla de bronce | 4 × 100 m libres  |
| Campeonato Mundial de Natación |                         |                   |                   |
| Año                            | Lugar                   | Medalla           | Prueba            |
| 1986                           | Madrid (España)         | Medalla de plata  | 200 m libres      |
| 1986                           | Madrid (España)         | Medalla de oro    | 4 × 200 m libres  |
| 1986                           | Madrid (España)         | Medalla de oro    | 4 × 100 m libres  |
| 1986                           | Madrid (España)         | Medalla de oro    | 4 × 100 m estilos |
| 1991                           | Perth (Australia)       | Medalla de oro    | 4 × 200 m libres  |
| 1991                           | Perth (Australia)       | Medalla de plata  | 4 × 100 m libres  |
| 1991                           | Perth (Australia)       | Medalla de bronce | 4 × 100 m estilos |
| Campeonato Europeo de Natación |                         |                   |                   |
| Año                            | Lugar                   | Medalla           | Prueba            |
| 1985                           | Sofia (Bulgaria)        | Medalla de plata  | 200 m libres      |
| 1985                           | Sofia (Bulgaria)        | Medalla de plata  | 100 m libres      |
| 1985                           | Sofia (Bulgaria)        | Medalla de oro    | 4 × 200 m libres  |
| 1985                           | Sofia (Bulgaria)        | Medalla de oro    | 4 × 100 m libres  |
| 1987                           | Estrasburgo (Francia)   | Medalla de plata  | 100 m libres      |
| 1987                           | Estrasburgo (Francia)   | Medalla de plata  | 200 m libres      |
| 1987                           | Estrasburgo (Francia)   | Medalla de oro    | 4 × 200 m libres  |
| 1987                           | Estrasburgo (Francia)   | Medalla de oro    | 4 × 100 m libres  |
| 1987                           | Estrasburgo (Francia)   | Medalla de oro    | 4 × 100 m estilos |
| 1989                           | Bonn (Alemania)         | Medalla de oro    | 200 m libres      |
| 1989                           | Bonn (Alemania)         | Medalla de plata  | 100 m libres      |
| 1989                           | Bonn (Alemania)         | Medalla de oro    | 4 × 200 m libres  |
| 1989                           | Bonn (Alemania)         | Medalla de oro    | 4 × 100 m libres  |
| 1991                           | Atenas (Grecia)         | Medalla de plata  | 4 × 200 m libres  |
| 1993                           | Sheffield (Reino Unido) | Medalla de oro    | 4 × 200 m libres  |